# MÁV V40
MÁV класу V40 — електровоз Угорських державних залізниць (MÁV), перший серійний електричний локомотив, що використовував систему Кандо. Мав осьову формулу 1D1 (1-4-1) і один тяговий електродвигун, що приводився в рух шатунами.

## Огляд
Енергію для електрифікації залізничного руху в Угорщині було найбільш економічно вигідно отримувати від загальнодержавної електромережі з частотою 50 Гц. Тому Кальман Кандо розробив свою однойменну привідну систему, в основі якої повітряні лінії однофазного змінного струму та трифазні тягові двигуни. Перетворення струму для тягового двигуна забезпечував обертовий перетворювач числа фаз. Система була продемонстрована на випробувальному локомотиві з 1923 р., а з 1932 по 1935 р. було електрифіковано маршрут від Будапешта до села Гедьєшгалом з характеристиками 16 кВ, 50 Гц. Перші електровози на цій лінії були класу MÁV V40. Це були локомотиви мішаного (товаропасажирського) сполучення з максимальною швидкістю 100 км/год. Всього на зазначеному маршруті використовувалося 29 локомотивів цього класу. У 60-х рр. ХХ ст. систему тягового струму в Угорщині перевели на характеристики 25 кВ і 50 Гц змінного струму, а локомотиви Кандо були зняті з експлуатації.

## Збережений зразок
«V40.016», простоявши роками на Східному залізничному вокзалі Будапешта, нині зберігається в Угорському парку залізничної історії.

## Технічні якості
Однофазний змінний струм із контактної лінії перетворювався фазовим перетворювачем на трифазний струм і надходив до одиничного тягового електродвигуна, який являв собою 48-полюсний асинхронний двигун. Фазовий перетворювач забезпечував чотири фіксовані швидкості (25, 50, 75 і 100 км/год), а проміжні швидкості отримували за допомогою рідинного реостата.
Кінцева ланка приводу проходила одним важелем, з'єднаним із допоміжним валом холостого ходу, через трикутний привід Кандо, щоб мінімізувати небажані вертикальні сили. Локомотив було посаджено на несхитну раму. Дві з рушійних осей мали бічний люфт, який контролювали візки Краусса-Гельмгольца.

## Інші локомотиви Кандо
«MÁV класу V50» — експериментальний локомотив Кандо, збудований 1923 року. Його осьова формула — E, або 0-5-0. Також було виготовлено вантажну версію класу V40. Її було названо «клас V60» і побудовано 1932 року, її осьова формула — F, або 0-6-0.